# سلاف أوائل

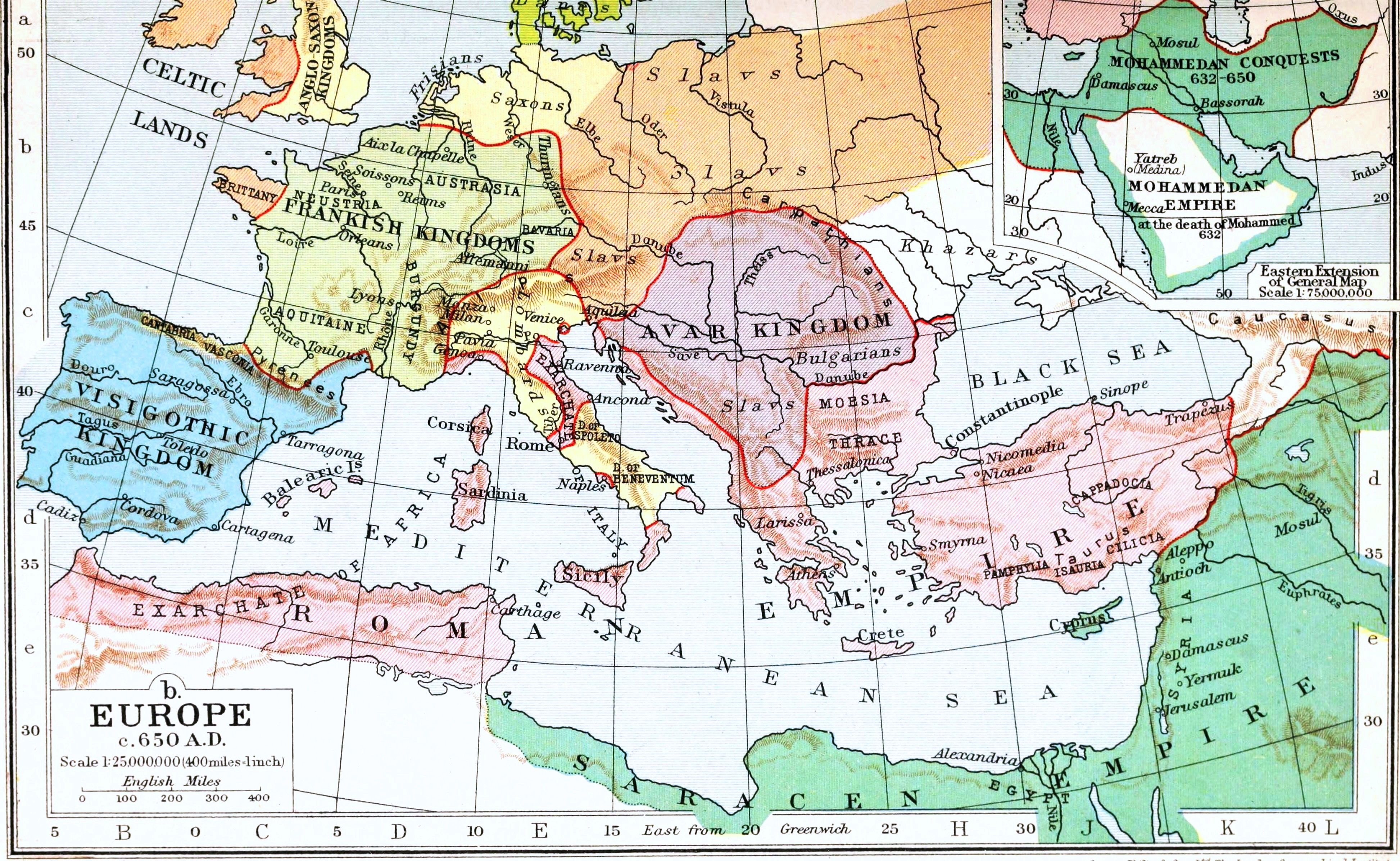

كان السلافيون الأوائل مجموعة متنوعة من المجتمعات القبلية التي عاشت خلال عصر الهجرات والعصور الوسطى المبكرة (حوالي القرن الخامس إلى القرن العاشر) في أوروبا الشرقية وأنشأت دعائم الأمم السلافية من خلال الدول السلافية في العصور الوسطى العليا. يعود أول استخدام مكتوب لاسم «السلاف» إلى القرن السادس، عندما كانت القبائل السلافية تسكن جزءًا كبيرًا من وسط وشرق أوروبا. بحلول هذا القرن، استوعب السكان السلافيون في المنطقة المجموعات العرقية الإيرانية البدوية التي عاشت في السهوب الأوراسية (السكوثيين والسارماتيين والألانيين وغيرها). على امتداد القرنين التاليين، امتد السلافيون إلى الجنوب الغربي باتجاه البلقان وجبال الألب والشمال الشرقي باتجاه نهر الفولغا. ما زال الموطن الأصلي للسلاف موضع جدل، لكن يعتقد العلماء توضّعه في مكان ما في أوروبا الشرقية. لم يُعطَ الاهتمام الكافي سابقًا بأصل الشعب السلافي.
تحوّل السلاف تدريجياً إلى المسيحية منذ بداية القرن التاسع، (كلاً من الأرثوذكسية البيزنطية والكاثوليكية الرومانية). بحلول القرن الثاني عشر، مثّلوا الأغلبية السكانية في عدد من الدول المسيحية في العصور الوسطى: السلاف الشرقيين في روس الكييفية، والسلاف الجنوبيين في الإمبراطورية البلغارية، ومملكة كرواتيا، وإقليم البوسنة، وإمارة صربيا الكبرى، والسلاف الغربيين في مورافيا العظمى، ومملكة بولندا، ودوقية بوهيميا وإمارة نيترا.

## المنشأ
تشير المصادر التاريخية الرومانية واليونانية القديمة إلى الشعوب السلافية المبكرة باسم فينيتي (الجذر اللاتيني: فينوس-إريس «الصديق») وسبوري (الجذر اليوناني: «أنا مبعثر الحبوب»)، وانتيس وسكلافيني في القرنين الأول والثاني الميلادي، وفي وقت لاحق في القرنين الخامس والسادس أيضا. كتب جوردانس المؤرخ البيزنطي في القرن السادس، في كتابه غيتيكا عام 551 م: «على الرغم من نشأتهم من أمة واحدة، فهم الآن معروفون تحت ثلاثة أسماء، فينيتي وانتيس وسكلافيني»، في إشارة إلى السلاف. كتب بروكوبيوس في عام 545 «حقيقةً، امتلك كل من انتيس وسكلافيني اسمًا واحدًا في الماضي البعيد؛ إذ أطلِق عليهما اسم سبوروي في العصور القديمة». لاحقًا، خلال أوائل العصور الوسطى التي بدأت في القرن الثامن، أشِير إلى السلاف الأوائل الذين عاشوا على حدود الإمبراطورية الكارولنجية باسم الوينديين.
غالبًا ما ارتبطت الاكتشافات الأثرية السلافية المبكرة بحضارتي برزيورسك وزاروبينتسي، مع تنوع الأدلة بين حصون التلال وأواني السيراميك والأسلحة والمجوهرات والسكن. ومع ذلك، يواجه علماء الآثار في العديد من المناطق، صعوبات في تمييز الاكتشافات السلافية عن غير السلافية، إذ تأثرت الحضارة السلافية المبكرة على مدى القرون اللاحقة تأثراً شديداً بحضارة سارماتيان من الشرق، والحضارات الجرمانية المختلفة في الغرب.

## الموطِن
يُعتَبر الموطن السلافي الأولي هو منطقة المستوطنة السلافية في وسط وشرق أوروبا خلال الألفية الأولى بعد الميلاد، مع بقاء الموقع الدقيق قيد النقاش بين علماء الآثار، والإنثوغرافيين والمؤرخين. لم يُعترف بالنظريات التي حاولت تحديد موقع الأصل السلافي في الشرق الأدنى. لا يصل أي من المَواطن المقترحة إلى نهر الفولغا في الشرق، أو جبال الألب الدينارية في الجنوب الغربي أو جبال البلقان في الجنوب، أو إلى بوهيميا سابقٍا في الغرب.
اقترح فريدريك كورتلاندت أن عدد المرشحين لتحديد الموطن السلافي قد يرتفع نسبيًّا بين المؤرخين حتى الآن «يعود زمن اللغات البدائية إلى أبعد بكثير مما ذُكر في الأدلة اللغوية»؛ على الرغم من تغيّر جميع اللغات المنطوقة تدريجياً بمرور الوقت، إلا أنه يمكن للمؤرخين تحديد ذلك التغيير حتّى في حالة عدم وجود سجلات مكتوبة بشرط زيادة عدد السكان وانتشارهم لفترة زمنية طويلة بما فيه الكفاية لتطوير لغات مشتقة. رُفض في بعض الأحيان وجود «الموطن الأصلي» باعتباره افتراضًا تعسفيًا، لأن مصادر الأوطان الأقدم «تتحدث دائمًا عن المنشأ والبدايات بطريقة تفترض مسبقًا فيها وجود منشأ وبدايات».
وفقًا للسجلات التاريخية، يقع الموطن السلافي في مكان ما في وسط أوروبا، وربما على طول الشاطئ الجنوبي لبحر البلطيق. يُعتبر مجمع براغ -بينكوفا -كولوشين للثقافات خلال القرنين السادس والسابع الميلادي انعكاسًا مقبولًا لازدياد عدد المتحدثين بالسلافية في ذلك الوقت. تشكّل الحضارات داخل الأراضي الحديثة لكل من بيلاروسيا وبولندا وأوكرانيا المرشحن الأساسين لتحديد الموطن السلافي. وفقًا للمؤرخ البولندي جيرارد لابودا، تُعدّ حضارة ترزسينيك مصدرًا للتكوين الإثني للشعب السلافي من حوالي 1700 إلى 1200 قبل الميلاد. تفترض نظرية حضارة ميلوجراد نشأة السلافيين البدائيين الأوائل (أو بالتو-سلاف) في القرن السابع قبل الميلاد –حتى حضارة القرن الأول الميلادي في شمال أوكرانيا وجنوب بيلاروسيا. وفقًا لنظرية حضارة تشيرنوليس، يعود أصل السلافيين البدائيين الأوائل إلى حضارة 1025–700 قبل الميلاد في شمال أوكرانيا والقرن الثالث قبل الميلاد –حتى حضارة الزاروبنتسي في القرن الأول قبل الميلاد. وفقًا لفرضية الحضارة اللوساتية، وُجِدوا في حضارة شمال شرق أوروبا الوسطى في 1300-500 قبل الميلاد والقرن الثاني قبل الميلاد –حتى حضارة برزيورسك في القرن الرابع قبل الميلاد. تنصّ فرضية حوض الدانوب، التي افترضها أوليغ تروباتشيوف وبدعم من فلورين كورتا ونستور كرونيكل، على أن السلاف نشأوا في وسط وجنوب شرق أوروبا.
حددت المحاولة الأخيرة لإيجاد الموطن السلافي باستخدام الوراثة، بعد دراسة الأنساب الأبوية لجميع السكان السلافيين الحاليين، أول موطن معروف للسلاف داخل منطقة حوض دنيبر الأوسط في أوكرانيا.